# Christophe Tassin
Christophe Tassin (* Anfang des 17. Jahrhunderts in Frankreich; † 1660 in Frankreich), unter anderem auch Nicolas Tassin, Christophe Nicolas Tassin oder Christophe Le Tassin genannt, war ein französischer Kartograph, der in einer Serie von Atlanten Regionen in Frankreich, Spanien, Deutschland und der Schweiz dargestellt hat. Die meisten seiner Erstdrucke scheint er von 1633 bis 1635 in Paris veröffentlicht zu haben. Seine Verleger waren unter anderem Melchior Tavernier (1594–1665), Sébastien Cramoisy (1584–1669) und Michael van Lochum (1601–1647). Von seinen näheren Lebensumständen ist so gut wie nichts überliefert.

## Betätigungsfelder

Vedute der Stadt Bordeaux mit der Garonne: Abbildung aus dem Atlas über Orte und Städte in Frankreich aus dem Jahr 1634

Um das Jahr 1631 herum wurde Christophe Tassin zum königlichen Ingenieur und Geographen (Ingenieur et Geographe du Roy) ernannt. Damit stellten sich ihm Aufgaben, die von hohen Regierungsstellen angeordnet und für militärische und politische Überlegungen von großer Bedeutung waren. Mit diesem Mandat erhielt er auch das Recht, zehn Jahre lang seine Arbeiten zu veröffentlichen, was er aber nur von 1633 bis 1638 wahrgenommen zu haben scheint. (Sein Nachfolger in dieser Funktion ist danach der Militärkartograph und Verleger Sébastien de Beaulieu [1612–1674] geworden.)

Küstenabschnitt der Bretagne von der Belle-Île-en-Mer bis Le Croisic: Abbildung aus dem Atlas über die Küstengebiete von Frankreich aus dem Jahr 1634

Die ersten Veröffentlichungen von Christophe Tassin waren im Jahre 1633 ein Atlas der Provinzen von Frankreich und Spanien (Cartes généralis des provinces de France et d’ Espagne), ein weiterer von Deutschland (Cartes générales des royaumes et provinces de la havte et basse Allemagne) und einer von Lothringen (Plans et profils des principales villes dv dvché de Lorraine, avec les cartes generale et partcvlieres de chacun gouuernement d’icelles). — Im Jahr 1634 erschienen ein Atlas mit Plänen und Veduten von Orten und Städten in Frankreich (Les plans et profils de toutes les principales villes et lieux considerables de France) und einer über die Küstengebiete von ganz Frankreich (Carte générale de toutes les costes de France). — Im Jahr 1635 veröffentlichte er einen Atlas über die Schweiz (Description de tovs les cantons, villes, bourgs, villages et av tres particularitzes du pays des Suisses).
Die Herausgabe von Lothringen in einem eigenen Band hatte einen aktuellen Bezug: Im Jahre 1631 waren große Teile der Provinz von Ludwig XIII. annektiert worden und so bestand für diese Region ein starkes Informationsbedürfnis, dem so schnell wie möglich nachgekommen werden musste. Vielleicht ist dieser Atlas (und seine sofortige Inangriffnahme) von Richelieu selbst angeordnet worden. Denn dass Christophe Tassin mit Richelieu persönlich in Berührung gekommen sein muss, geht wohl daraus hervor, dass der Atlas über die Küstengebiete von Frankreich dem Kardinal gewidmet worden ist.
Im Jahre 1644 gab es eine Zäsur im Leben von Christophe Tassin: Er schloss seine Lebensarbeit ab und verkaufte seine ganzen Kupferplatten an den Kartographen und Verleger Antoine de Fer (16..–1673). (Diese Kupfer hat de Fer dann danach unter seinem Namen in vielen Auflagen herausgebracht.) Warum Christophe Tassin diesen Schritt getan hat, ist nicht überliefert.